# ダイソン球
ダイソン球（ダイソンきゅう、英: Dyson sphere）とは、恒星を卵の殻のように覆ってしまう仮説上の人工構造物。恒星の発生するエネルギーすべての利用を可能とする宇宙コロニーの究極の姿と言える。名前は高度に発展した宇宙空間の文明により実現していた可能性のあるものとしてアメリカの宇宙物理学者、フリーマン・ダイソンが提唱したことに由来する。ただし、ダイソンが考案していた元のアイデアでは恒星全てを覆ってしまうものではなかった。
日本語への定訳はなく、ダイソン球の他にも「ダイソン球殻（ダイソンきゅうかく）」や「ダイソン殻（ダイソンかく）」「ダイソン環天体（ダイソンかんてんたい）」といった訳語がある。テレビドラマ『新スタートレック』では「ダイソンの天球（ダイソンのてんきゅう）」と訳された。

## 概要

アニメーション化されたダイソン球

1960年にアメリカの物理学者フリーマン・ダイソンは、高度に発展した宇宙文明では恒星の発する熱や光を活用するために、恒星のエネルギーを利用した人工生物圏(artificial biosphere)を建造している可能性があると考察した。
自然のままでは恒星が全方位に発するエネルギーのほとんどは宇宙空間に散逸し、小さな点のような惑星などが受け止めたほんの一部しか利用されない。だが、この人工生物圏(artificial biosphere)を作ることで桁違いに大量のエネルギーが利用可能となるというものである。
このような恒星を利用した人工生物圏の着想はダイソンの発案とされているが、ダイソン自身は自伝『宇宙をかき乱すべきか』の中で、かつて読んだオラフ・ステープルドンの『スターメイカー』に登場する恒星の光を捕獲するための網に由来すると述べている。

### 誤解されたイメージ
ダイソン球(Dyson sphere)は現在では恒星全体を覆う球殻状のものとして世間で認知されているが、ダイソンが1960年に論文で書いた際はそのようなものは想定していなかった。初出の論文では「an artificial biosphere which completely surrounds its parent star（その親星を完全に囲んだ人工生物圏）」と書いているが、これは「biosphere（生物圏）」であり 「sphere（球）」ではなかった 。
ダイソン自身は自身の論文に対する反応への返信として以下のように書いている。
「A solid shell or ring surrounding a star is mechanically impossible. The form of ‘biosphere’ which I envisaged consists of a loose collection or swarm of objects traveling on independent orbits around the star.」
日本語訳：「星を囲む固体の球殻またはリングは、機械的に不可能である。私が想定していた「生物圏(biosphere)」の形状は、星の周りの独立した軌道を周回する物体の緩やかな集団または群れで構成されている」。
このような形状は、現在ダイソン・スウォームと呼ばれているものに近い。
2000年ごろに行われたダイソンへのインタビューでは、自身は生物圏(biosphere)　と書いたが、SF作家達はそれを球殻(sphere)と捉えたのだと述べている
。
このような経緯もあり、ダイソンの提唱した恒星のエネルギーを活用する人工生物圏(artificial biosphere)は、現在では恒星を丸ごと包み込むダイソン球(Dyson sphere)として認知されている。

### 星間文明
ニコライ・カルダシェフは、高度に発達した宇宙文明を3つの段階に分けている。
第一段階
一つの惑星上で得られる全エネルギーを利用する文明
第二段階
一つの恒星系で得られる全エネルギーを利用する文明
第三段階
一つの銀河で得られる全エネルギーを利用する文明
21世紀初頭現在の地球文明は第一段階にも達していない。ダイソン球は第二段階に至るために建設され、第三段階では銀河系内のすべての恒星がダイソン球で覆われることになるであろう。
もし、高度な文明が存在しており、高度な技術力を所持していたならば、蓄積されたエネルギーはエントロピー増大則により熱となりさまざまな問題を起こすことになる。これを防ぐには、外部へエネルギーを赤外線等の形で放出して温度を下げる方法が有効と考えられる。ゆえに、不自然な赤外線放射の探査により人工生物圏(artificial biosphere)を建造できるような高度な地球外文明を発見することができるだろうとダイソンは主張している。
このため、宇宙を飛び交う電磁波から人工的な通信等を発見する地球外知的生命体探査（SETI）計画の一環として、天文観測における赤外線放射を調べる分野でのダイソン球発見が期待されている。日本では、1991年12月15日に寿岳潤と野口邦男が宇宙科学研究所の赤外線望遠鏡を用いて探査を行った（詳細は、地球外知的生命体探査（SETI）を参照）。また公開天文台である兵庫県立西はりま天文台の鳴沢真也が、口径2mの反射望遠鏡なゆたを使った赤外線観測によるダイソン球探査を構想している。
なお、恒星系と同レベルのスケールを持つこの巨大構造物は「究極の文明」をあらわすものとしてSF等にも登場し、よく知られたアイデアとなっている。ラリー・ニーヴンの「リングワールド」もこのダイソン球の一部を円環状に切り出したものである。

## 建造法

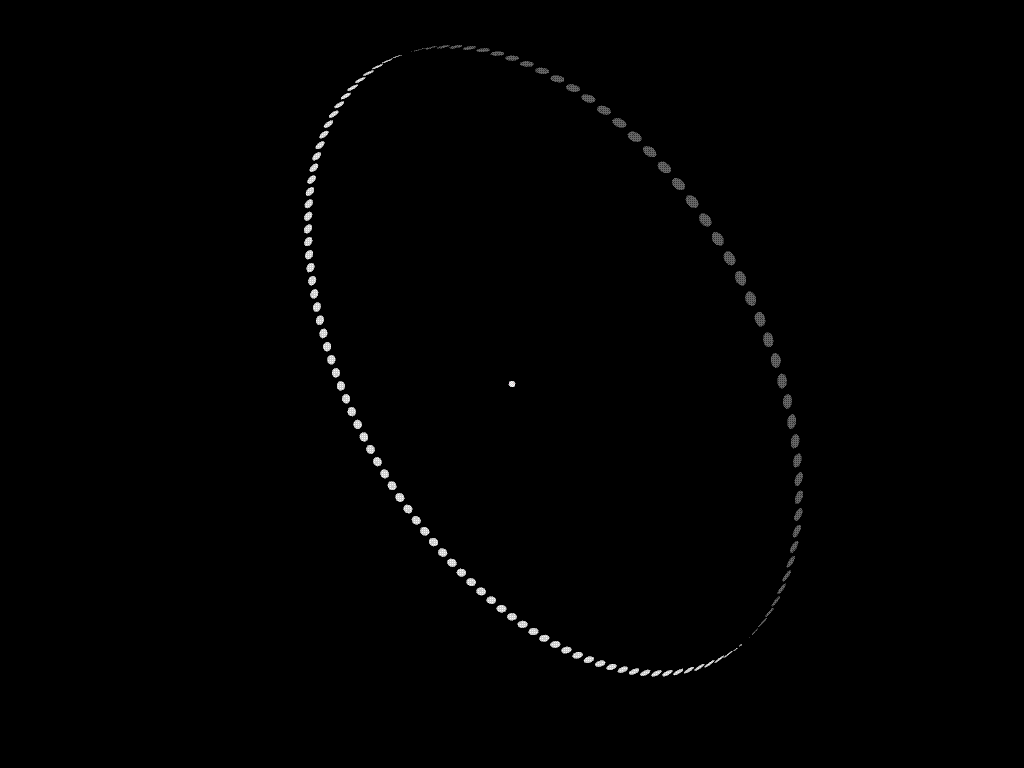
ダイソン・リング。独立した人工天体群が公転軌道上に配置され恒星の周りを回る

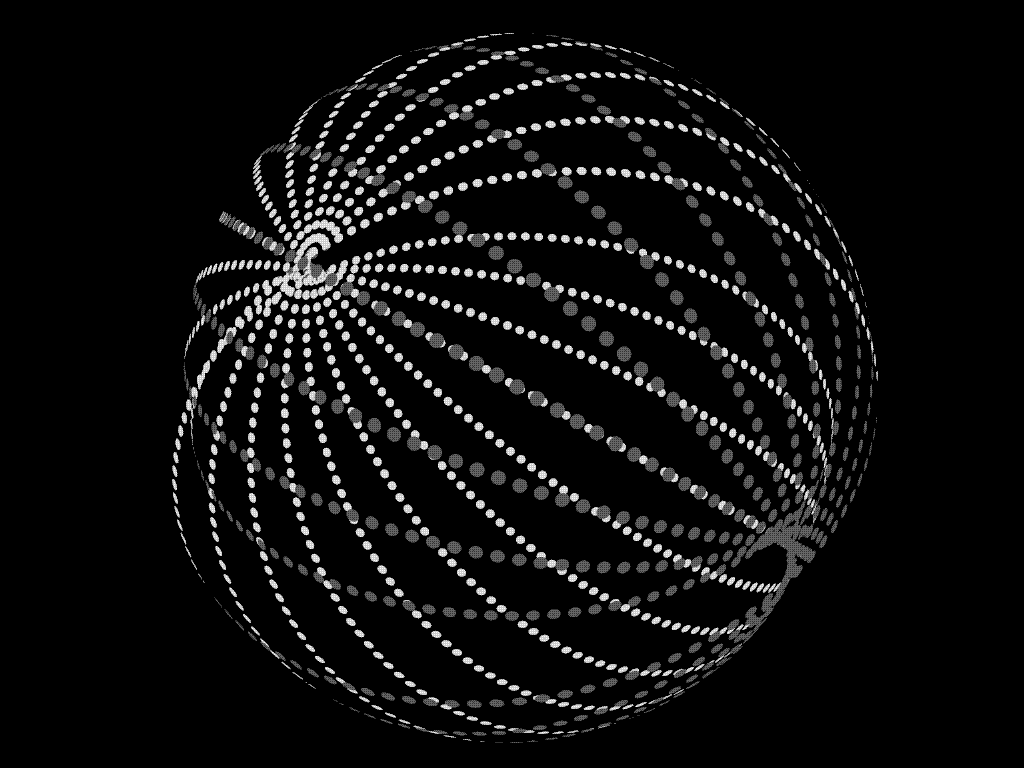
複数のダイソン・リングが集まったダイソン・スウォーム

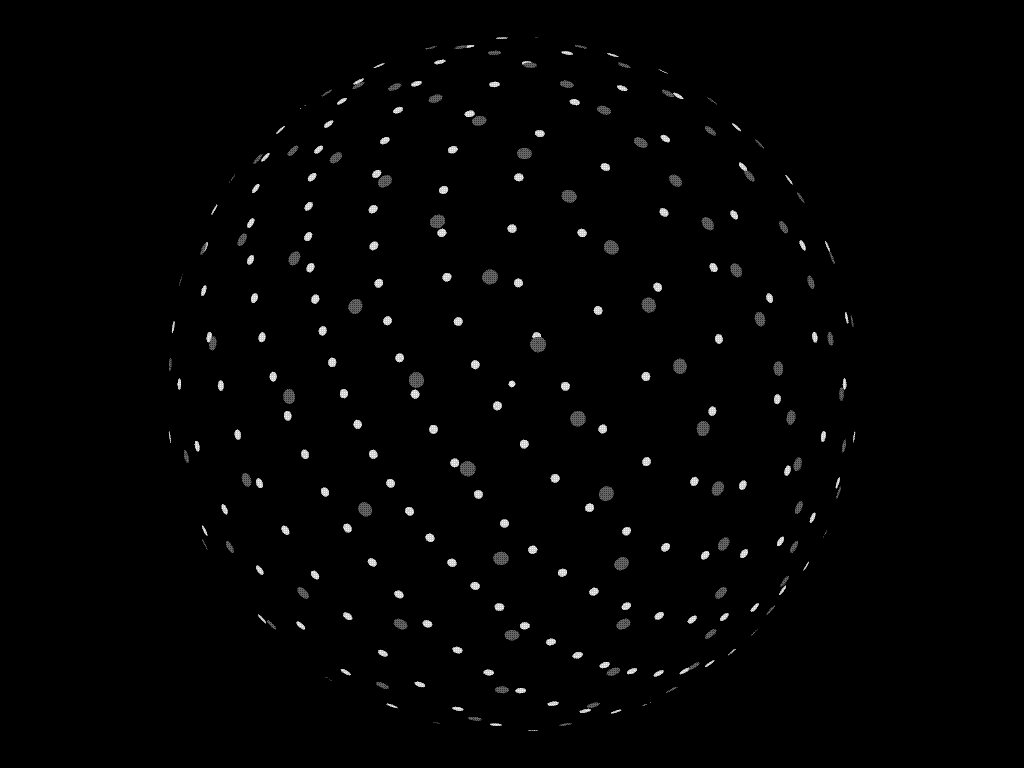
ダイソン・バブル。人工天体群を軌道上に配さないもの

ダイソンが発表した論文では人工の生命圏 (biosphere) で殻状に星をすべて包むと記述されており、具体的な構造については述べられていなかった。後にダイソンはそれぞれが独立した軌道を持つ人工天体の群れを想定していたとコメントしたが、ダイソン球 (Dyson sphere) の言葉のイメージからそれぞれを結合して一体の殻となったダイソン球が多数考案されている。
ダイソン球は天文単位規模の巨大な構造物であるが、建築の初期段階は人工天体の打ち上げと大して変わらない。ただ、惑星の公転軌道に人工物を並べていき、それらをつなげて恒星を取り巻く“輪”を作るところから始まる。しかし、恒星がいくつかの惑星を従えていた場合、輪をつなぎ合わせ、広い幅を持った“帯”にする段階で、これらの惑星の重力を受けて輪にゆがみが生じるという問題が生じる。
細い輪であれば、そのゆがみも大した問題にならないし、質量がまだ小さいので、修復も比較的容易である。しかし、帯になるころには、最終的には球面状になるよう緩やかに湾曲していなければならないのに、ゆがみによって帯の赤道面や上下の縁が引っ張られたり押し潰されたりして形が崩れてしまうという事態に直面する。
これを解消するには、二つの方法が想定される。一つは、原因となる惑星そのものを球殻の建材に使用するなどして除去すること。もう一つは、固定された一枚の平面ではなしに、重なり合う複数の板状物体の集まりによって帯を構成するなどの工学的な問題として解決することである。
前者では、どんどんと帯の幅を広げていき、最後に残った球殻の“北極・南極”に蓋をしてしまえば完成となり、後者では、完全に閉じてしまわずに、オウムガイの殻で作ったランプシェードのような形のものや帯を何重にも連結したものになると考えられる。